# Yordi
Jorge González Díaz (San Fernando, Cádiz, España, 14 de septiembre de 1974), conocido como Yordi, es un exjugador  español de fútbol.

## Trayectoria
Comenzó jugando en el Liceo de San Fernando de su pueblo natal para pasar luego al C.D. San Fernando de la Tercera División. En 1993, gracias a la mediación de Superpaco, fichó por el Sevilla F.C. para jugar en el filial blanquirrojo. Con el primer equipo debutó contra el C.P. Mérida y marcó un gol en el mismo partido.
Fichó por el Club Atlético de Madrid "B" en la temporada 1996-97 con el que se convertiría en Pichichi de la Segunda División con 19 goles.
Tras una temporada en el conjunto colchonero, ficha por el Real Zaragoza donde permanecerá hasta final de la temporada 2003-2004 con un paréntesis en el que estuvo cedido en el Blackburn Rovers desde la mitad de la temporada 2001-02 hasta final. Con el equipo maño consiguió dos Copas del Rey ante Celta de Vigo y Real Madrid. Jugó con el Zaragoza un total de 115 partidos marcando un total de 59 goles.
En la temporada 2004-05 ficha por tres temporadas por el Getafe C.F. donde llegaba con la carta de libertad. Al inicio de la temporada 2005-06 ficha por el R. C. D. Mallorca de Héctor Cuper.
Durante la temporada 2006-07 llevaba como nombre Yordi, mientras que en la 2007-08 se lo cambió por su nombre real, Jorge, porque, según él, le daría suerte. Esa misma temporada, con el Xerez CD, finalizó como pichichi de la Segunda División, por segunda vez, con 20 goles. La siguiente temporada fichó por el Córdoba C.F..

## Clubes
| Club                      | País       | Año       |
| ------------------------- | ---------- | --------- |
| C.D. San Fernando         | España     | 1992-1993 |
| Sevilla B                 | España     | 1993-1996 |
| Sevilla FC                | España     | 1995-1996 |
| Atlético de Madrid "B"    | España     | 1996-1997 |
| Real Zaragoza             | España     | 1997-2004 |
| Blackburn Rovers (Cedido) | Inglaterra | 2001-2003 |
| Getafe CF                 | España     | 2004-2005 |
| RCD Mallorca              | España     | 2005-2006 |
| Xerez CD                  | España     | 2006-2008 |
| Córdoba CF                | España     | 2008-2009 |

## Palmarés

### Campeonatos nacionales
| Título              | Club             | País       | Año  |
| ------------------- | ---------------- | ---------- | ---- |
| Copa del Rey        | Real Zaragoza    | España     | 2001 |
| Football League Cup | Blackburn Rovers | Inglaterra | 2002 |
| Copa del Rey        | Real Zaragoza    | España     | 2004 |

### Distinciones individuales
| Distinción                      | Año  |
| ------------------------------- | ---- |
| Trofeo Pichichi de 2.ª División | 1997 |
| Trofeo Pichichi de 2.ª División | 2008 |
| Trofeo Zarra de 2.ª División    | 2008 |